# Hasses brorsas låtsassyrras kompis

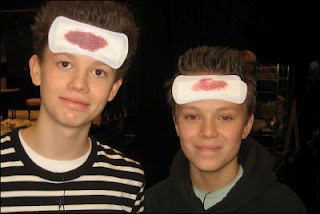
Carl-Johan & Truls i programmet om mens.

Hasses brorsas låtsassyrras kompis, även förkortat Hasses brorsa, var ett TV-program riktat till tonåringar, som sändes på SVT1 och senare på Barnkanalen i Sveriges Television. Det första programmet visades i september 2007. Programledare var Kitty Jutbring och tillsammans med en ungdomspanel tog hon upp och besvarade tittarnas frågor om relationer. Ungdomspanelen bestod av: Hjalmar, Dafina, Petra, Carl-Johan, Truls och Nelli. Programmet visade även arkiverade brevfilmer från SVT:s tidigare ungdomsprogram Bullen.

## Avsnitt
1. Första steget i kärlek
2. Familjen
3. Utseende
4. Vad killar vet om mens
5. Att vara sist
6. Homo, Bi eller Hetero?
7. Kärlek över internet
8. Meningen med livet
9. Sex
10. Skola
11. Att göra slut
12. Nya familjer (R)
13. Genus
14. Stilar
15. Puberteten
16. Föräldrar
17. Alkohol
18. Säsongsfinal